# Stephanocyathus regius
Stephanocyathus regius är en korallart som beskrevs av Stephen D. Cairns och Zibrowius 1997. Stephanocyathus regius ingår i släktet Stephanocyathus och familjen Caryophylliidae. Inga underarter finns listade i Catalogue of Life.